# Jean-François Cail
Pour les articles homonymes, voir Cail.
Jean-François Cail est un entrepreneur industriel, constructeur mécanicien français, né le 8 février 1804 à Chef-Boutonne (Deux-Sèvres) et mort le 22 mai 1871 au domaine des Plants (ou Plans) à La Faye en Charente.
Il fut l'un des pionniers de la révolution industrielle en France, devenant le premier fabricant mondial de matériel pour les sucreries et se diversifiant avec succès dans la construction métallique (locomotives, voies ferrées, ponts). Il développa aussi le concept d'agriculture industrielle avec la ferme de la Briche. Patron social, il s'impliqua dans le bien-être de ses ouvriers (caisse de sécurité sociale, constructions d'habitations et d'écoles, etc.).

## Biographie

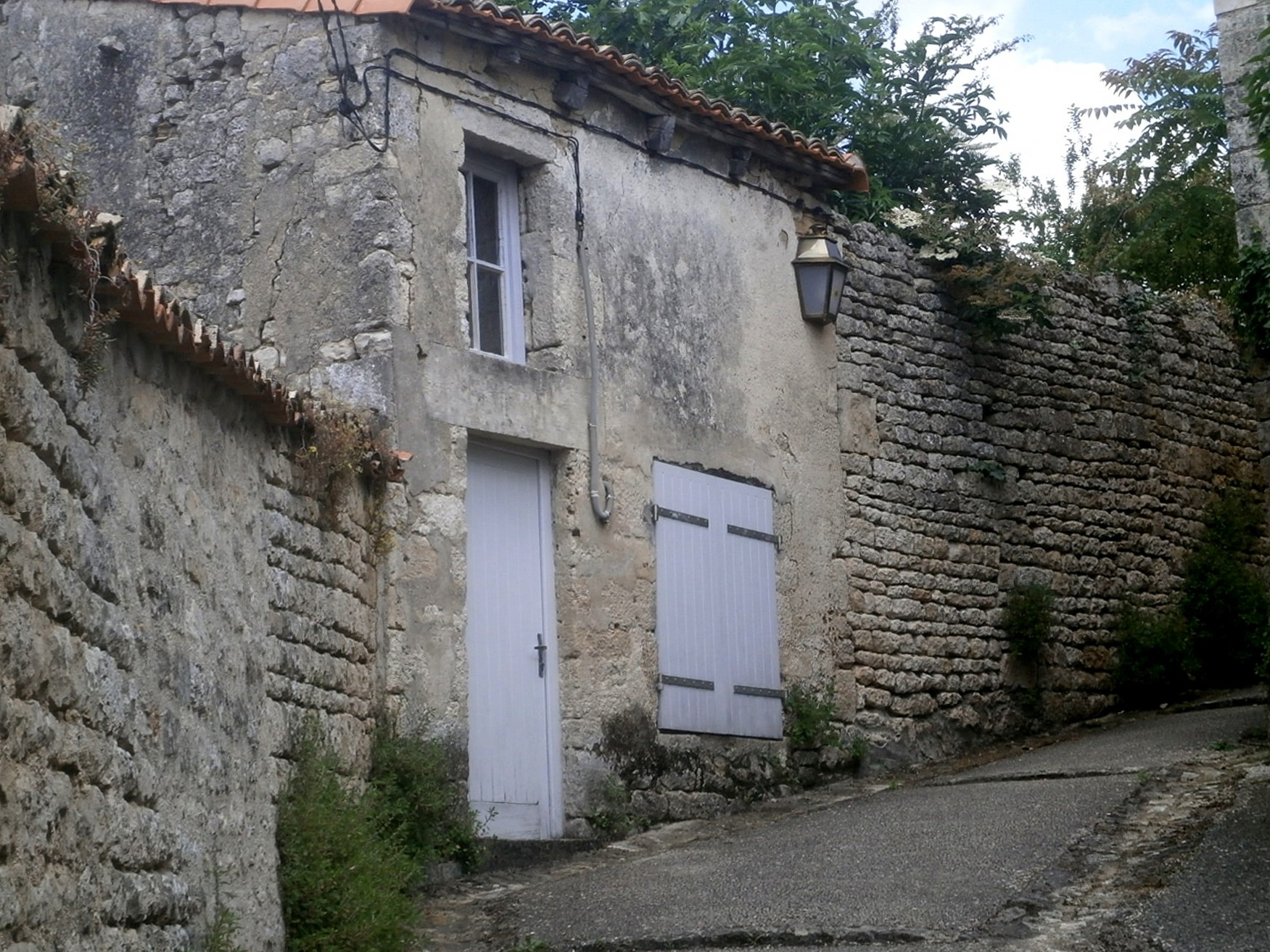
La maison natale de J.-F. Cail à Chef-Boutonne.

Jean-François Cail nait le 8 février 1804 (18 pluviôse an XII) dans une petite maison donnant sur une venelle reliant le vieux Chef-Boutonne au château de Malesherbes, dans le département des Deux-Sèvres. C'est le troisième enfant d'une fratrie qui ira jusqu'à huit. Ses parents sont Charles Cail (1777-1854) et Marie Pinpin (1777-1839) qui se sont mariés le 13 décembre 1798 (10 nivôse an 7) alors qu'ils avaient vingt-et-un ans tous les deux. Son père est charron et également sacristain.
À l’âge de 9 ans, il quitte l’école et pour aider sa famille à subsister, il vend sur les marchés une râpe à pommes de terre de son invention. Apprenti chaudronnier, il quitte sa ville natale à 12 ans pour son tour de France pour faire son compagnonnage. À 20 ans, il arrive dans l'entreprise de  Charles Derosne (1780-1846), un pharmacien et chimiste qui construit des appareils de distillation. Améliorant les machines produites, on lui doit aussi la mise au point et la construction du premier distillateur à plateau capable de produire de l'éthanol pur : le distillateur Adam-Derosne et Cail (cet appareil sera ensuite supplanté par le distillateur Savalle qui pouvait fonctionner en continu). Derosne lui propose quelques années plus tard en 1836 de s'associer avec lui, c'est le lancement de la Société Ch.Derosne et Cail.
L'entreprise va avec succès participer à la fabrication de sucreries de betteraves, comme à Ruffec en Charente, ou à Étrépagny dans l'Eure, mais se lance aussi dans la production de sucre de cannes aux Antilles, fournissant machines et investissant dans les sucreries locales, la société va largement contribuer au développement économique des îles, mettant fin au système de l'« habitation sucrerie », modèle issu de l'esclavage et elle devient le premier fabricant mondial de matériel pour sucreries.

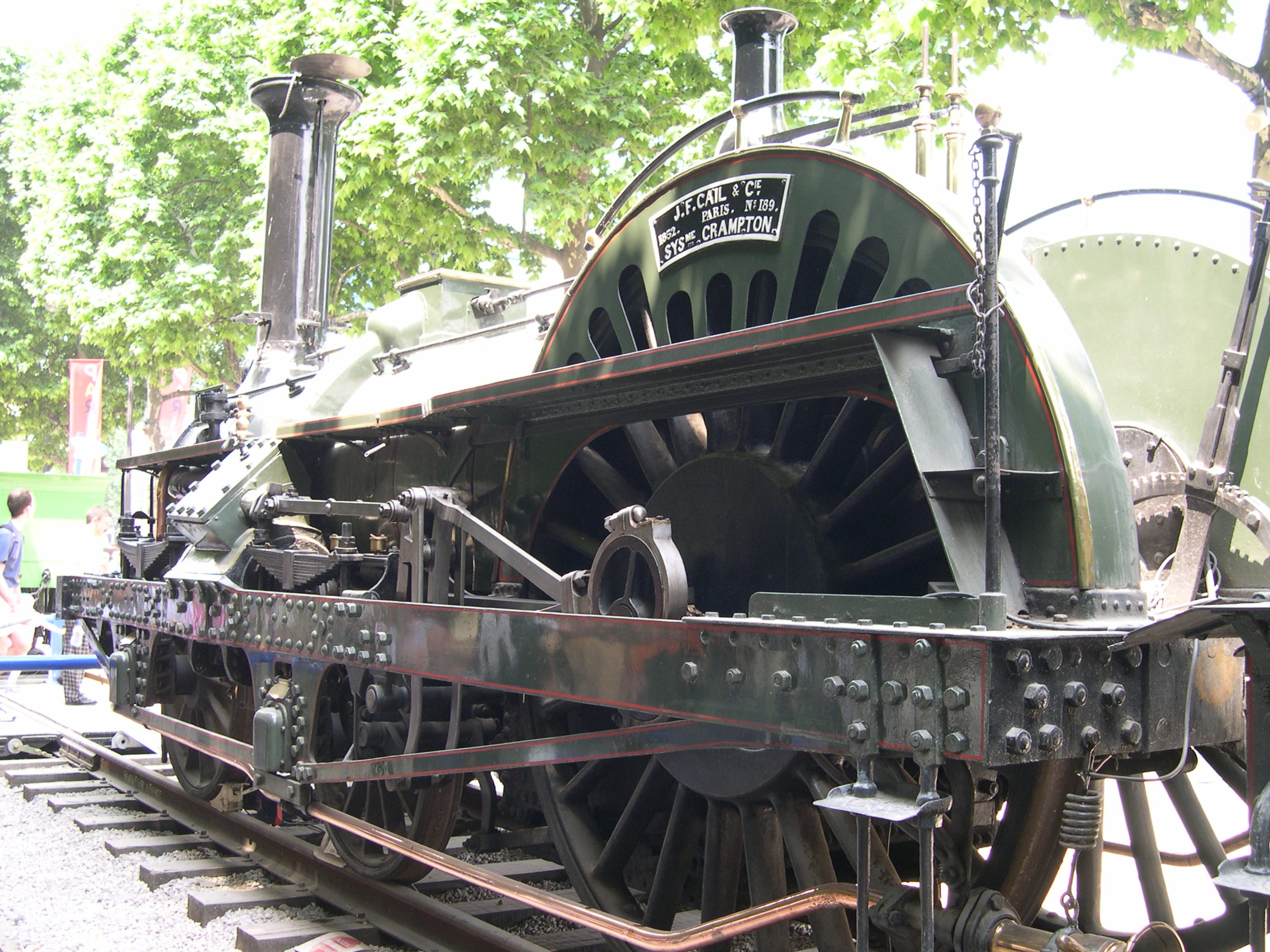
Locomotive Crampton, sur les Champs-Élysées lors de l'exposition ferroviaire, Trains Capitale en 2003.

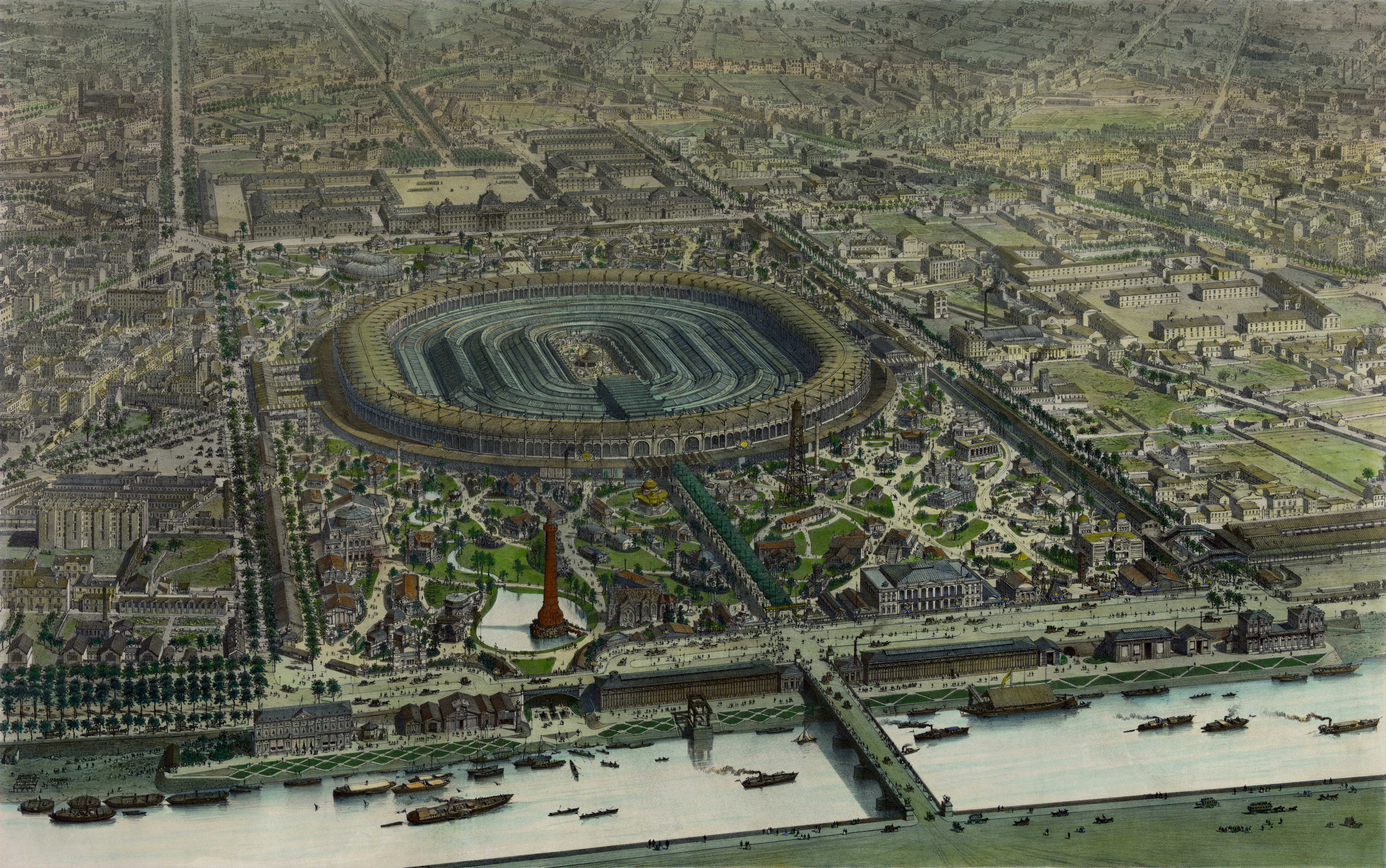
Vue de l'Exposition universelle de 1867 à Paris avec en son centre le bâtiment construit par la société Cail.

Au début des années 1840, avec l'expérience acquise dans la métallurgie, l'entreprise commence à produire des locomotives avec les débuts du chemin de fer en France. Elle achète la licence de la locomotive Crampton, conçue par l'ingénieur anglais Thomas Russell Crampton, une locomotive déjà très performante mais que Cail et son équipe vont améliorer (elle sera décrite à la fin du XXe comme « le TGV du XIXe siècle », car elle roulait à 120 km/h, dès 1862). Les commandes vont alors affluer. Charles Derosne  meurt en 1846. L'entreprise compte alors plus de 1 500 employés et Jean-Francois Cail reste seul aux commandes. Installée à Paris, à  Chaillot, puis à Grenelle,  et devenue la Société J.F Cail & Cie, elle va ouvrir des usines à Bruxelles, Denain, Amsterdam et Saint-Pétersbourg et se diversifier dans les voies ferrées, les ponts métalliques et les machines-outils, devenant un pionnier de la révolution industrielle. Elle construira entre autres le pont de fer de Moulins, le pont d'Arcole à Paris ou le palais de l'Exposition universelle de 1867, un pavillon sphérique sur le Champ-de-Mars de 500 mètres de long sur 384 de large, couvrant avec ses annexes 15 hectares de terrain. Il était situé à l'emplacement actuel de la tour Eiffel.
Jean-François Cail va en parallèle développer le concept d'agriculture industrielle dont la ferme de la Briche  à Rillé et dans les communes limitrophes d'Indre-et-Loire; acquise en  mai 1857, la terre de La Briche, « installée dans la terre asséchée de trois étangs, soit 600 hectares » (Feneant, op.cit) devint une ferme-modèle (prime d'honneur au concours régional de 1864) et un des premiers exemples français de complexe agro-industriel. En 1862, La Briche comptait 130 bœufs de travail mais l'année 1863 fut la seule bénéficiaire, du fait des investissements engagés
En 1861, les sociétés Cail et Fives-Lille forment une co-entreprise sous le nom de la « participation Cail, Parent, Schaken, Houel, Caillet, à Paris et Fives-Lille ». Cette coopération avec Basile Parent conduit à de nombreuses réalisations: locomotives, ponts, viaducs, charpentes métalliques.. sous le nom de Parent-Schaken-Cail et Compagnie.
En 1875 y fut édifié un imposant château de style - que Cail n'habita pas - sur un domaine de 1 635 hectares, qui atteint ensuite 2 000 hectares ; l'exploitation fonctionnera jusqu'en 1949 - année où des partages familiaux désagrégèrent le domaine - ainsi qu'une ferme en Ukraine de 18 000 hectares avec quatre sucreries.
Paternaliste et à la tête d'une fortune colossale il est sensible à la condition ouvrière. En 1850, il crée une caisse d'aide mutuelle à laquelle il affecte un onzième des bénéfices de son entreprise. Jean-François Cail sera très impliqué dans divers projets d'amélioration de l'habitat et de la vie ouvrière. Il fait ainsi construire à Paris 31 immeubles avec tout le confort de l'époque pour loger ses ouvriers mais également des crèches, des écoles et un théâtre, les actuels Bouffes du Nord[Information douteuse].
Son fils cadet, Adolphe, un ingénieur, est destiné à lui succéder. Ce dernier a initié une activité de production d'alcool de betterave dans les Deux-Sèvres, qui est à l'origine du site de l'usine Rhodia de Melle. Mais Adolphe meurt en 1869, assombrissant la fin de vie de son père qui meurt deux ans plus tard, à 67 ans. C'est finalement son fils ainé, Alfred, qui prend la suite. La société Cail compte alors 5 000 employés et la fortune familiale est estimée à 28 millions de francs-or. Mais Alfred Cail est plus porté sur la vie mondaine que sur la gestion de l'entreprise, celle-ci va péricliter en dix ans.
Cail comme nom de société disparaitra en 1898, quand l'entreprise deviendra la Société française de constructions mécaniques, avant de reparaitre pour quelques années avec la fusion avec la société Fives-Lille en 1958 et devenir la société Fives-Lille - Cail.
Jean-François Cail s'était fait construire dans Paris un hôtel particulier, l'hôtel Cail, achevé en 1865; en 1922, sa fille le revendit à la ville, et en 1926 il est devenu la mairie du 8e arrondissement.

## Chronologie des différentes sociétés

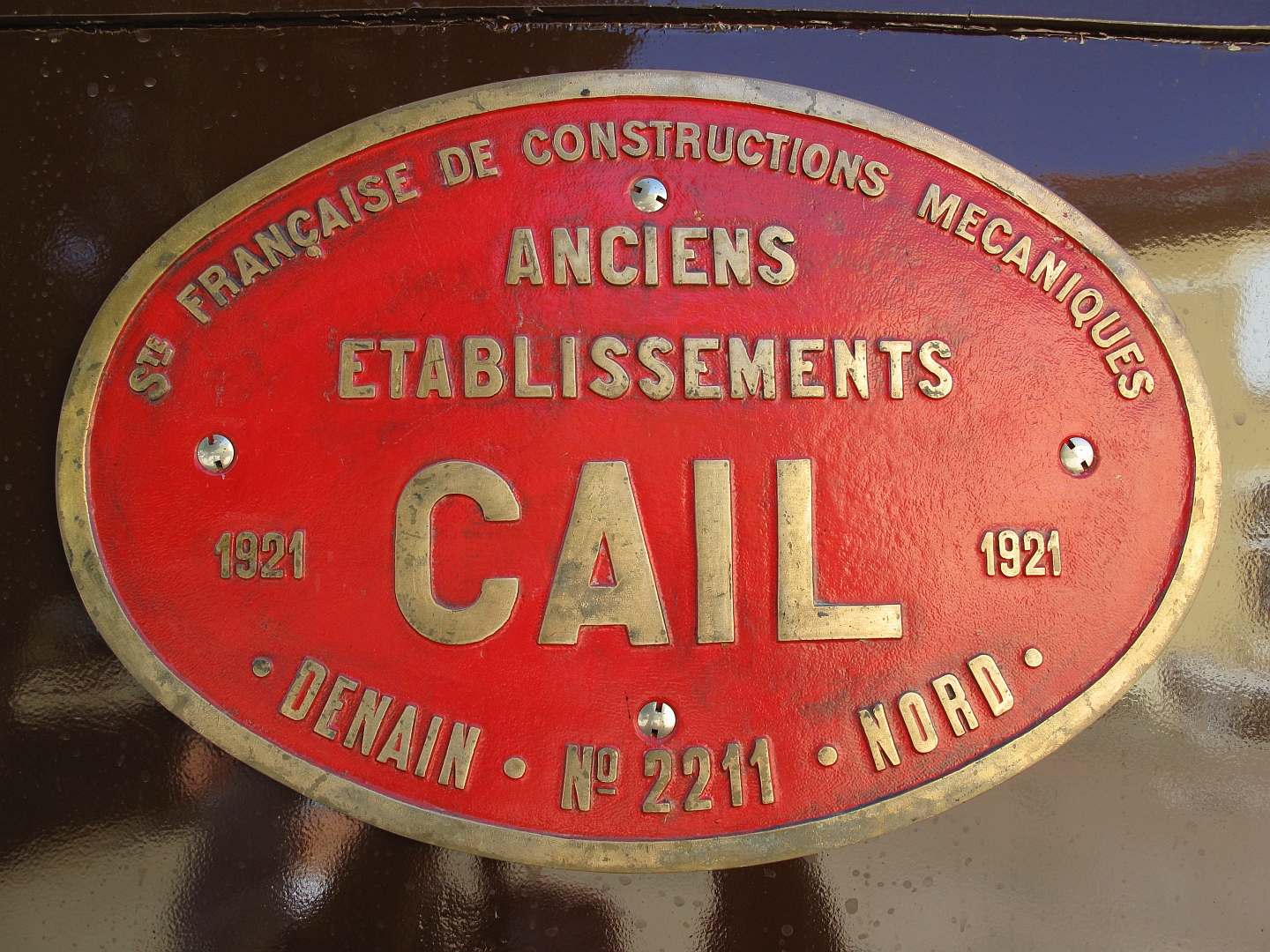
Plaque de constructeur du tender 23 A 168 attelé à la locomotive 230 D 116.

- 1836 : Société Ch.Derosne et Cail.
- 1850 : Société J.F Cail & Cie.

Après la mort de Jean-François Cail :
- 1882 : Société anonyme des Anciens Établissements Cail.
- 1898 : Société française de constructions mécaniques.
- 1958 : Société Fives-Lille - Cail.
- 1973 : Société anonyme Fives-Cail-Babcock.
- 1980 : Compagnie de Fives-Lille.
- 1983 : Groupe Fives-Lille.

## Constructions et locomotives encore existantes

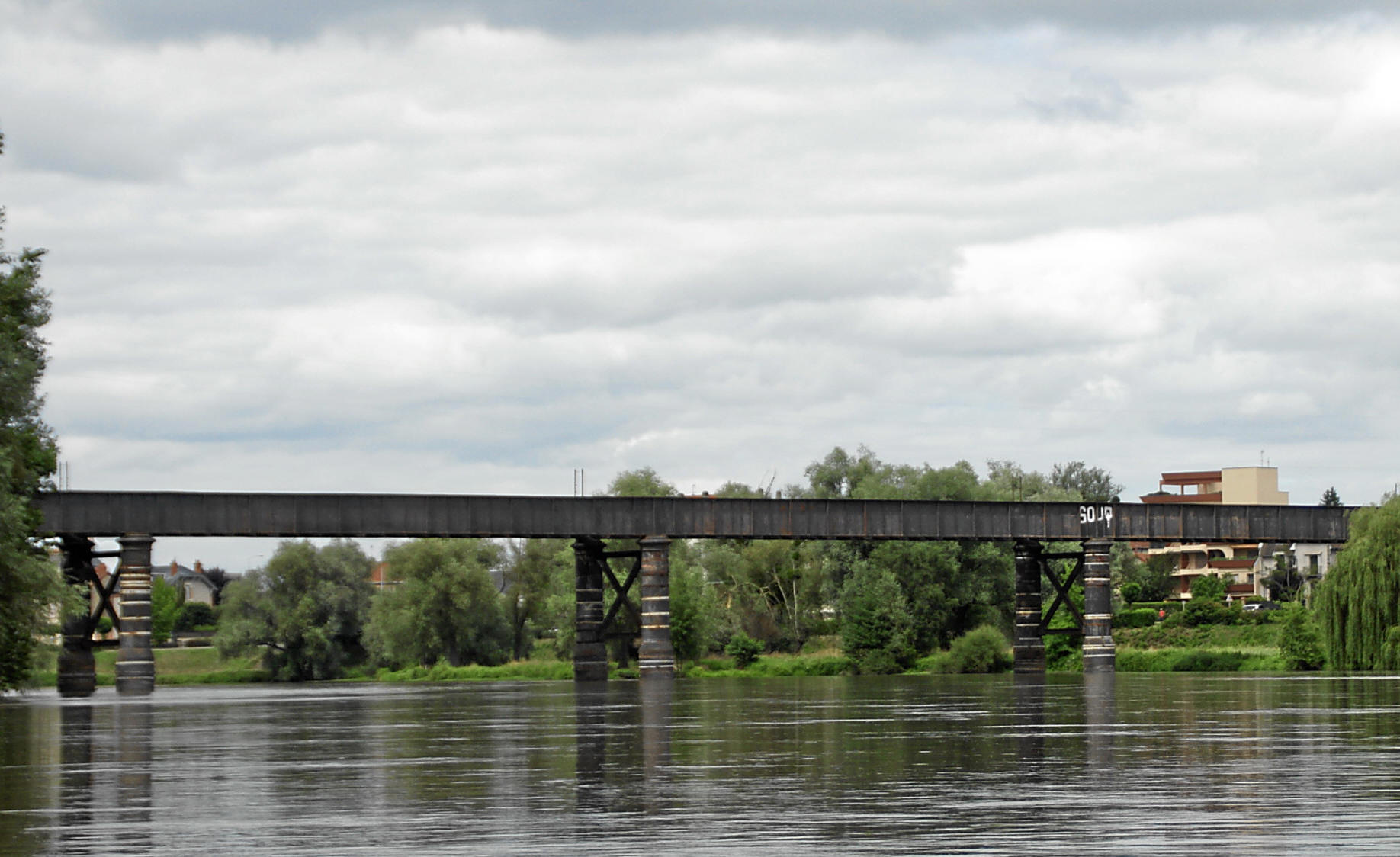
Le pont de fer ou pont noir à Moulins.

Parmi les constructions de Jean-François Cail encore existantes on peut citer : 
- le pont d'Arcole au-dessus de la Seine à Paris
- le pont de fer ou pont noir au-dessus de l'Allier, à Moulins

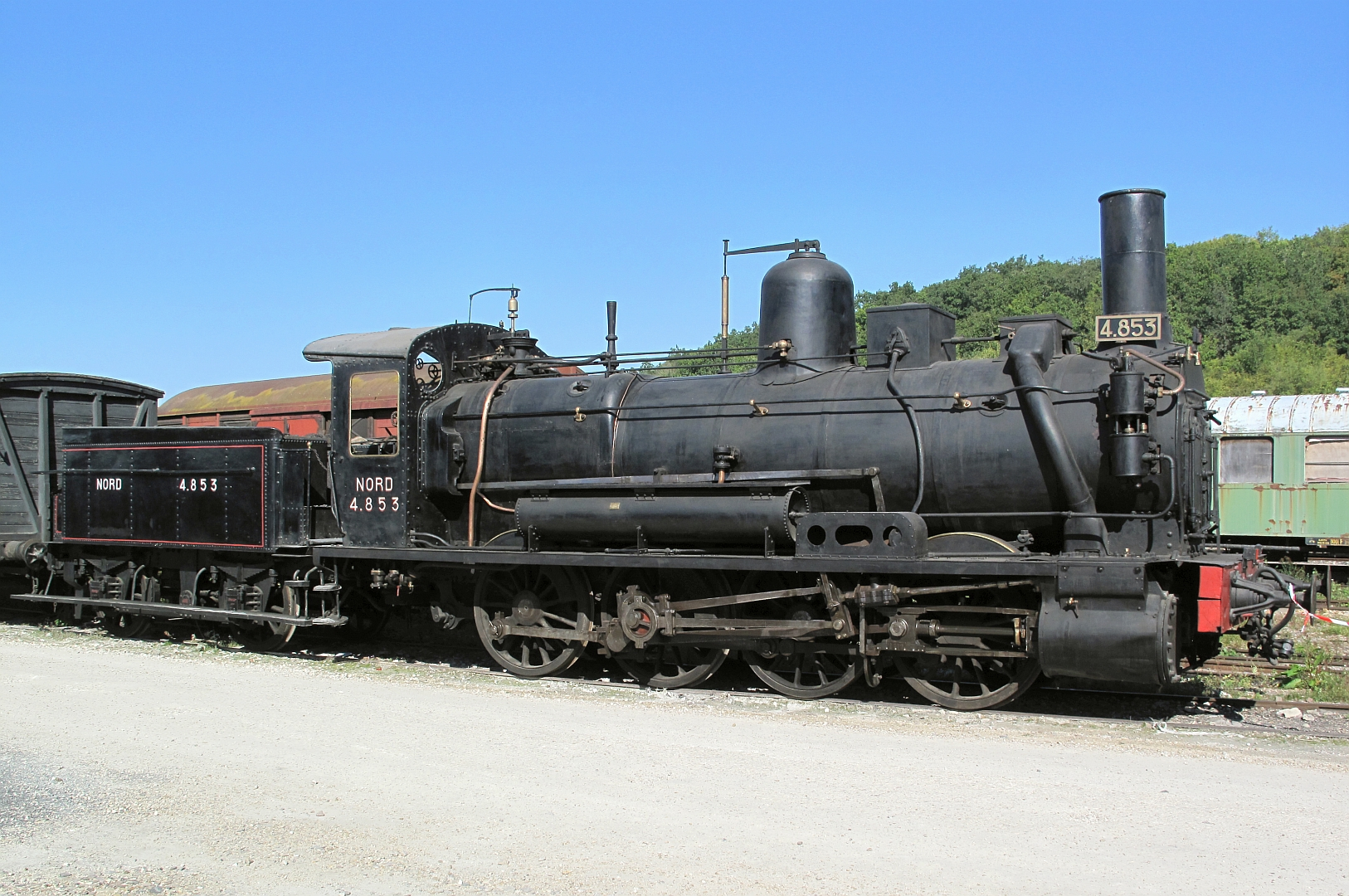
Type 040 4.853 Nord au musée vivant du chemin de fer.

Plusieurs locomotives ont été préservées : 
- type 80, locomotive système Crampton, musée des chemins de fer Mulhouse
- type 040 4.853 Nord, Locomotive à tender séparé (1866), classée MH, musée vivant du chemin de fer de Longueville,
- type 130, locomotive voie métrique, Pithiviers
- type 130, locomotive voie métrique, Chemin de fer de la baie de Somme
- type 030, locomotive voie métrique, association Chemin de Fer de l'Allier (CFA) à Montmarault

D'autres ponts ou locomotives sont associés au nom de Cail, mais sont postérieurs au décès de Jean-François Cail et sont principalement construits par les Anciens Établissements Cail, comme le viaduc des Fades (1909) dans le Puy-de-Dôme ou la locomotive type 130 T n° 77 (1895,classé MH).

## Distinctions et hommages
Jean-François Cail est fait chevalier de la Légion d'honneur par décret du 26 juillet 1844.
Son nom est inscrit sur la tour Eiffel dans la liste des soixante-douze noms de savants.
Plusieurs voies publiques et un lycée professionnel ont été nommés d'après lui : 
- la rue Cail dans le 10e arrondissement de Paris. La rue est bordée d'immeubles qu'il a construits afin de loger les ouvriers de chemin de fer de la gare du Nord toute proche.
- la place centrale et le lycée professionnel (son buste se dresse sur le rond-point entre l'ancienne gare et le lycée)  de Chef-Boutonne, sa ville natale.
- l'allée du cimetière du Père-Lachaise à Paris où est situé son monumental tombeau.
- la principale artère de la zone industrielle Sébastopol à Luçon en Vendée, Jean-François Cail ayant travaillé dans cette ville dans ses toutes premières années.
- le cours Jean-François-Cail, dans le quartier de Fives à Lille, est situé sur la friche reconvertie de l’ancienne usine de Fives-Lille, détenue par l’entreprise fondée par Cail.

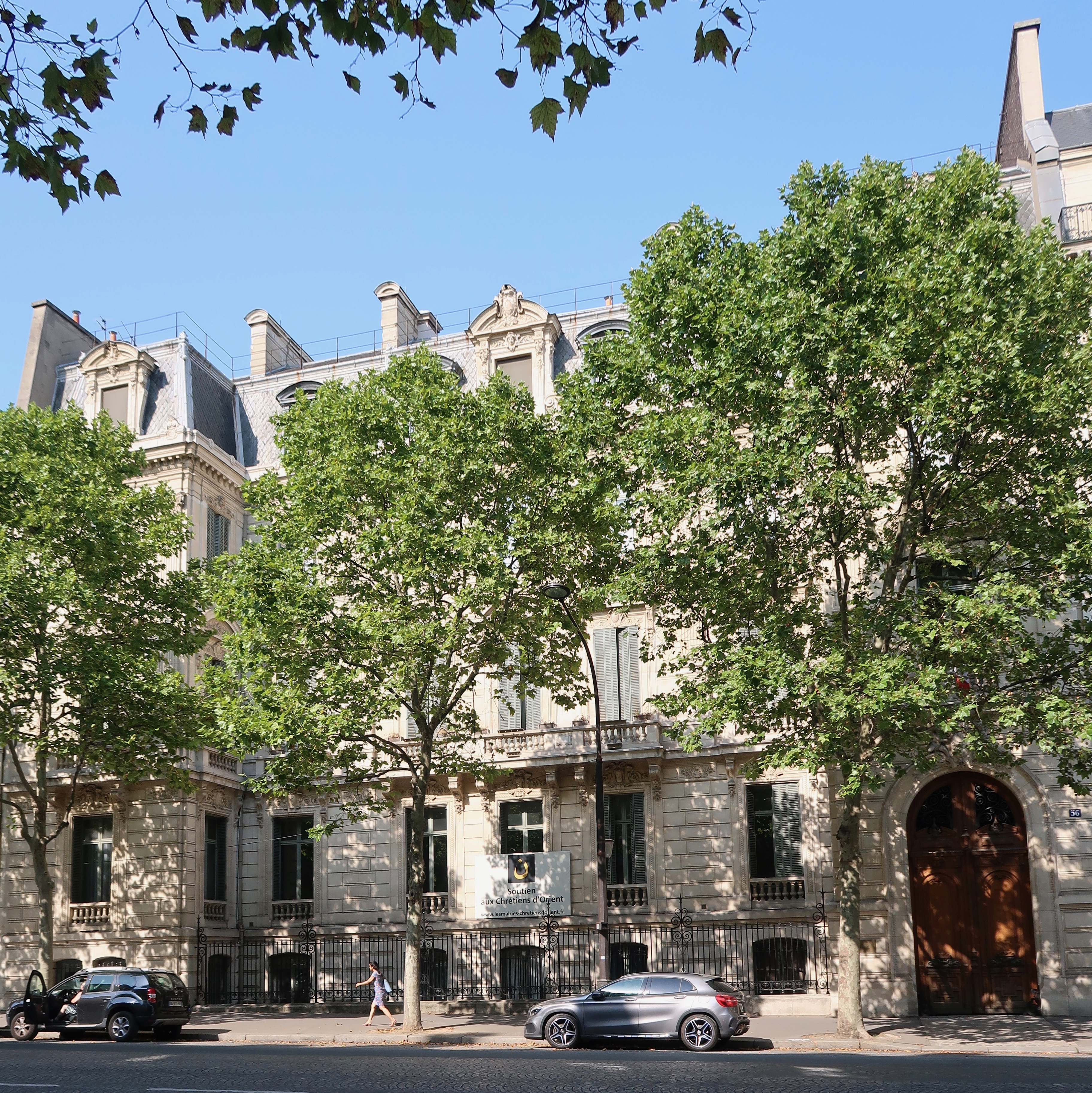
La mairie du 8e arrondissement de Paris (hôtel Cail).
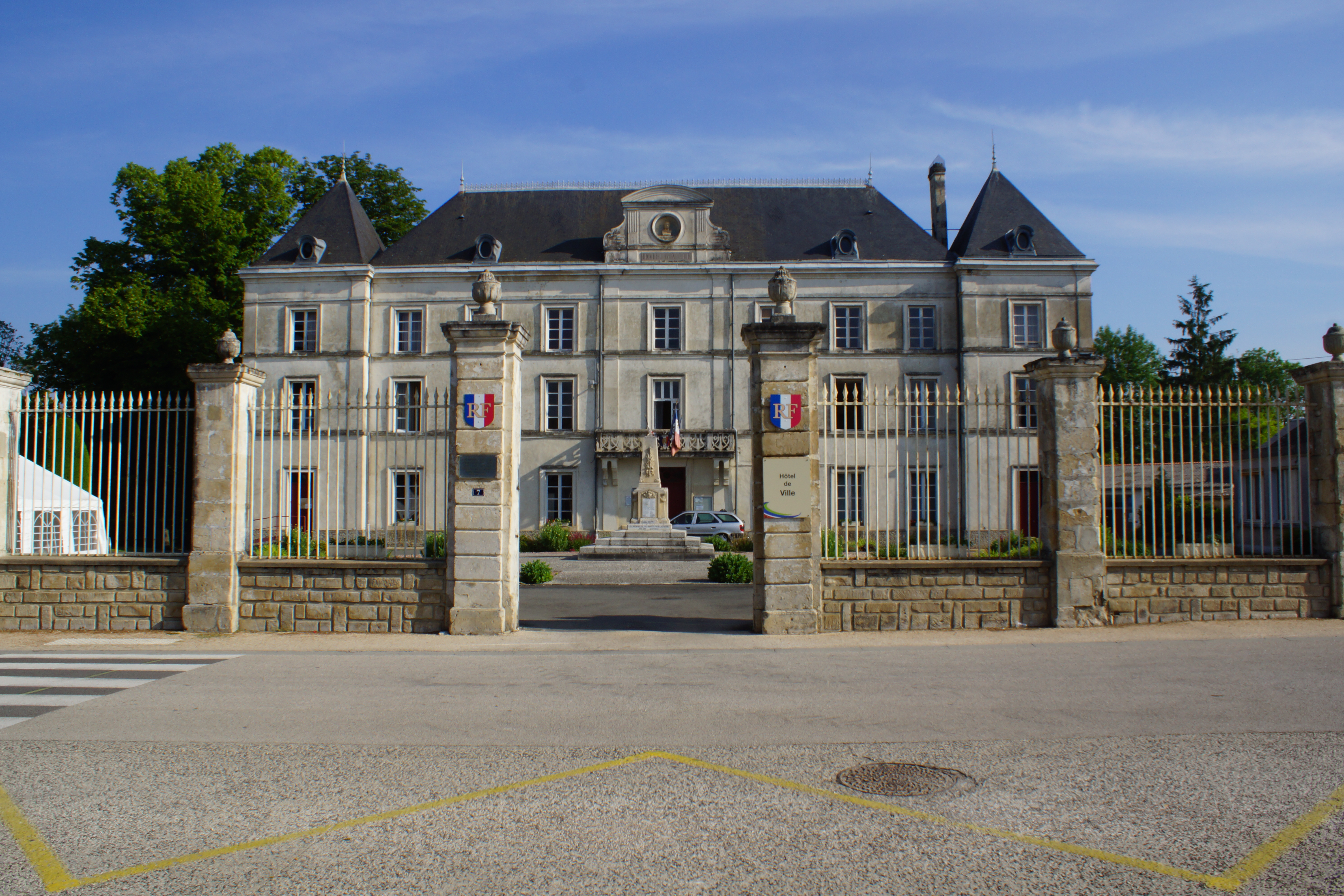
La mairie de Chef-Boutonne (hôtel Cail).
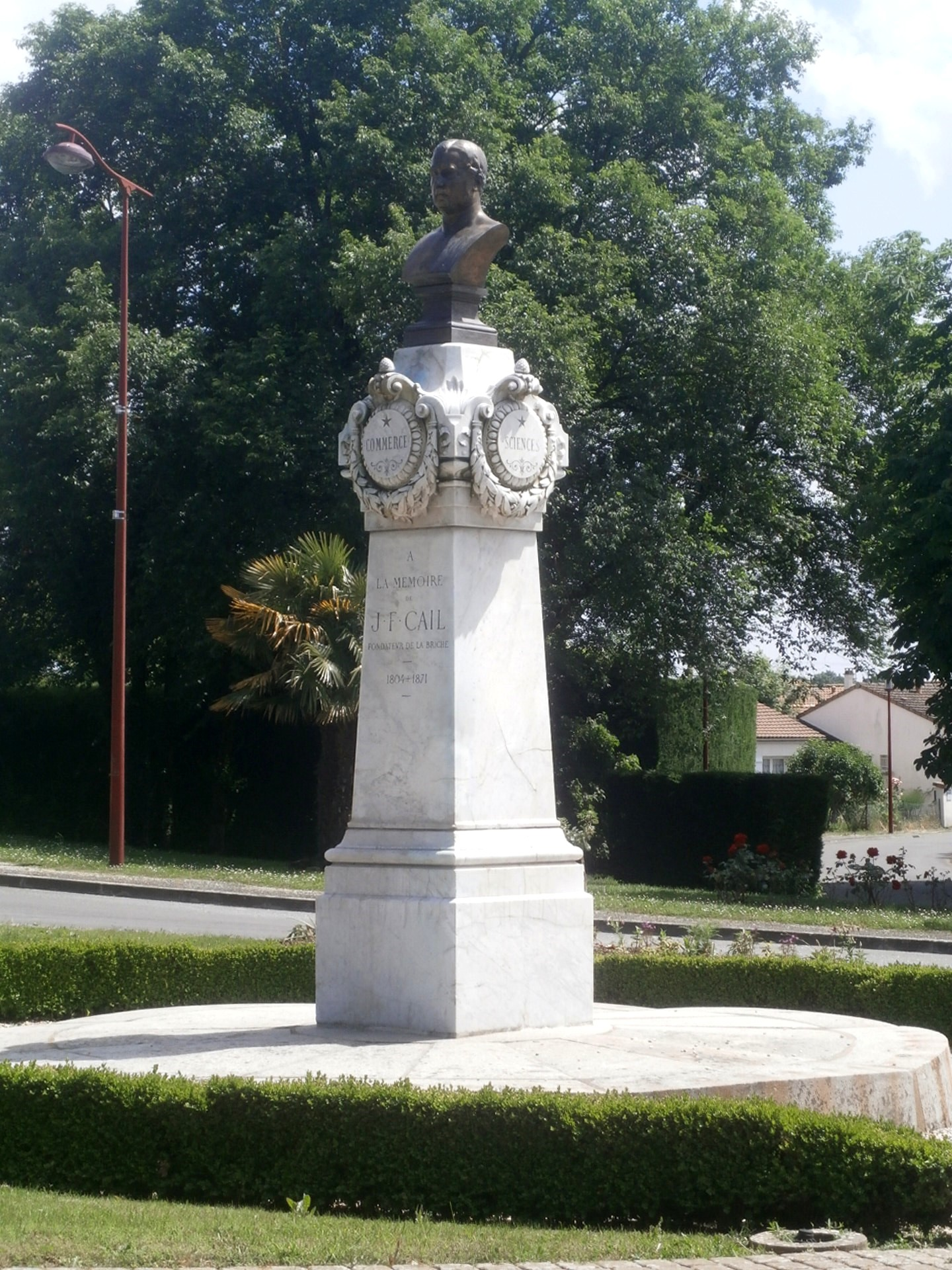
Le buste de Jean-François Cail sur le rond-point face à l'ancienne gare de Chef-Boutonne.
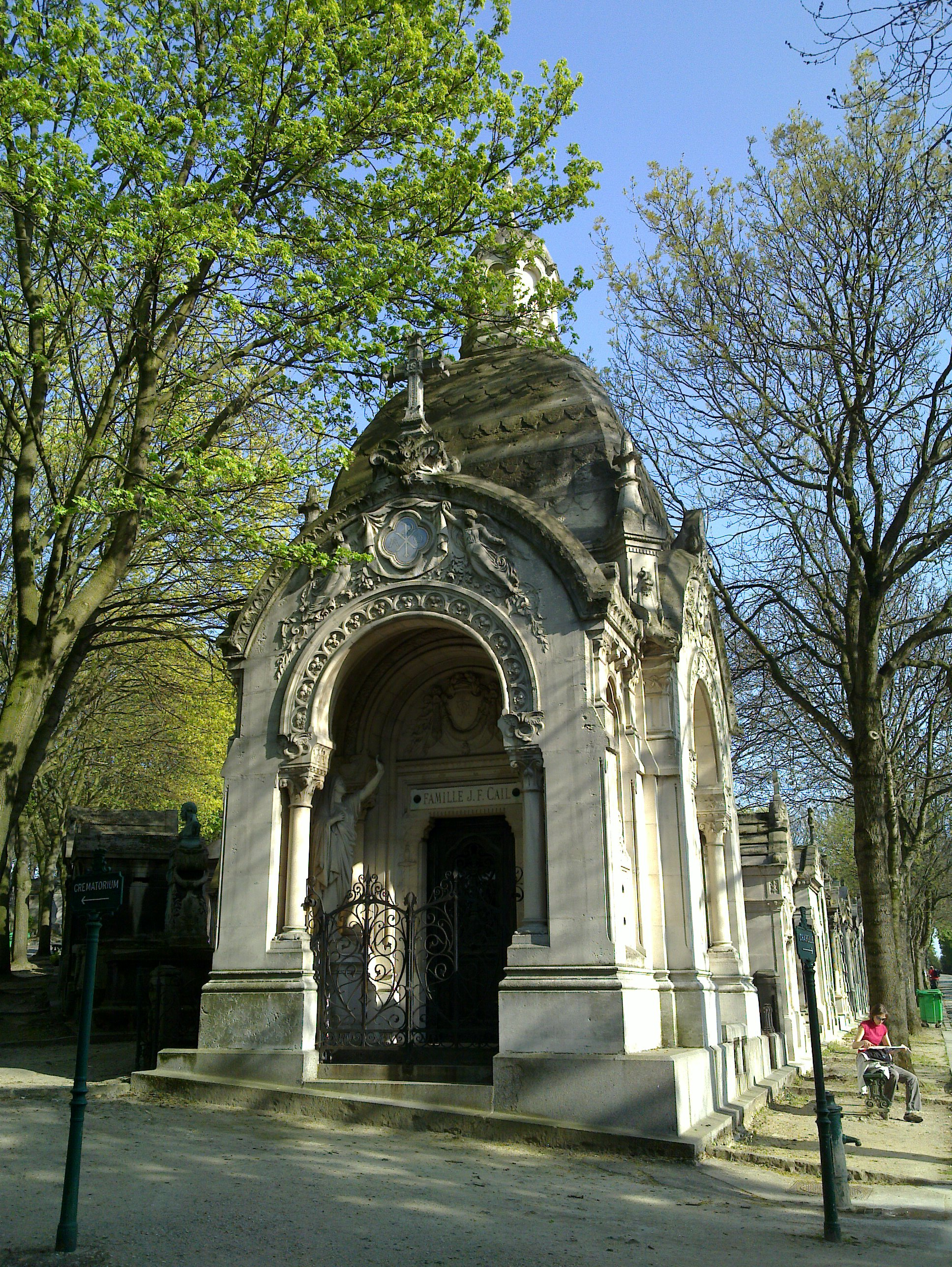
La tombe au cimetière du Père-Lachaise.

## Jean-François Cail dans les romans de Jules Verne

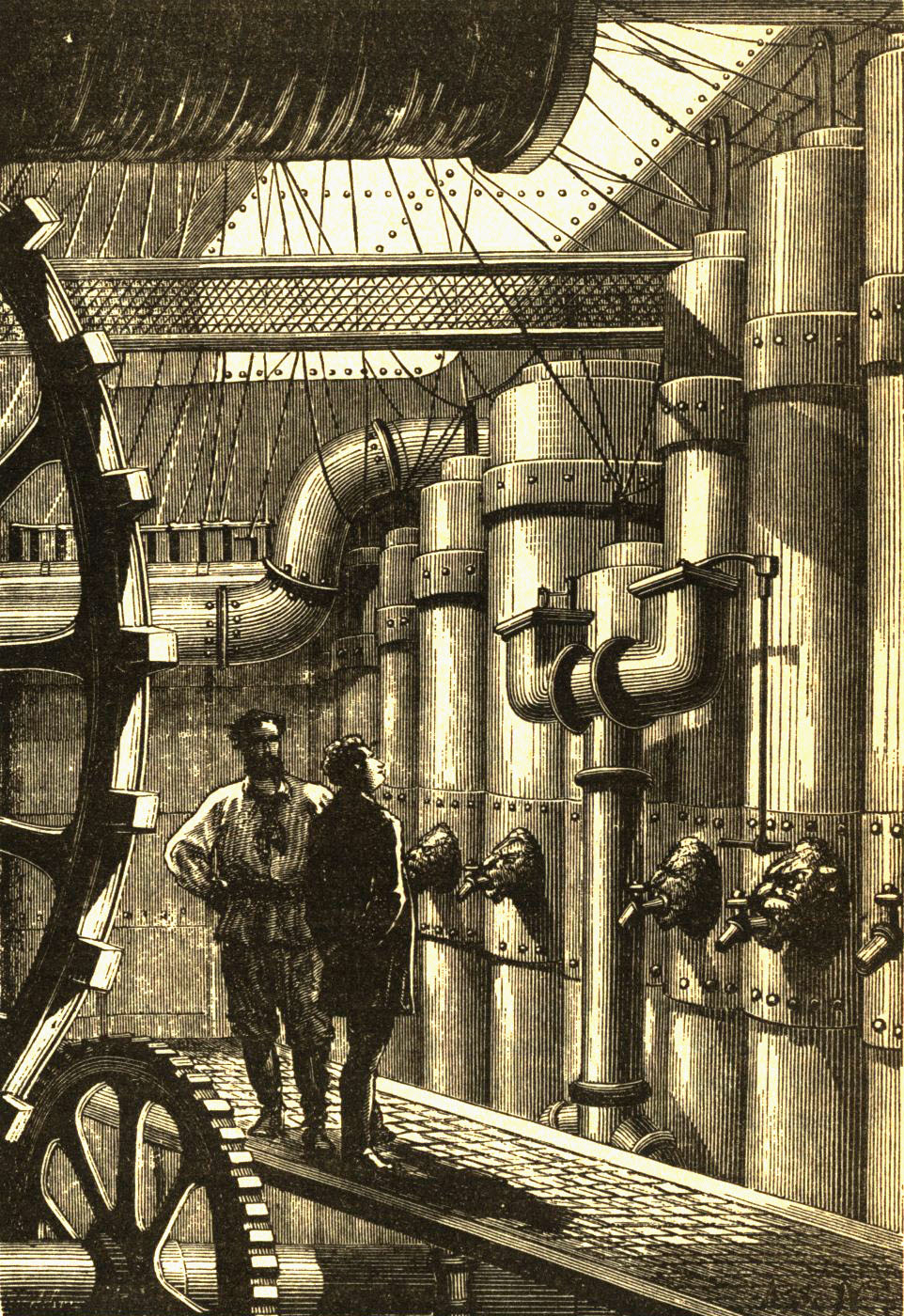
Les machines du Nautilus, pour partie fabriquées chez Cail et Cie.

Jules Verne, de 25 ans son cadet, mentionne les entreprises de Jean-François Cail dans plusieurs de ses romans, comme Vingt mille lieues sous les mers dans lequel le capitaine Némo explique que c'est l'entreprise Cail et Cie qui a fabriqué les réservoirs du Nautilus, Le Chancellor où des moulins à force centrifuge produits par Cail équipent une usine hydraulique en Caroline du Sud ou Sans dessus dessous.

## Publication
- Terre de la Briche : propriété de M.J. F. Cail / Exposition universelle de 1867, Paris, librairie agricole de la Maison rustique, 1867, 33 (+ pl.) (lire en ligne).